# Bathyraja abyssicola
Bathyraja abyssicola, conocida (en inglés) como deepsea skate o "rájido de mar porfundo", es una especie de raya de hocico blando perteneciente a la familia de los Rajidae en el orden de los Rajiformes, que se encuentra en aguas profundas entre 362 y 2906 m, generalmente en el talud continental. Es una de las especies de mayor distribución y tiene uno de los registros más profundos conocidos en el Océano Pacífico.

## Morfología
Los machos pueden llegar a alcanzar los 137 cm de longitud total. Su coloración es de púrpura grisáceo a marrón chocolate oscuro o negro por encima, ocasionalmente con pequeñas manchas oscuras dispersas, y ligeramente más oscura por debajo, excepto por un área blanquecina alrededor de la boca. Las puntas anteriores de las aletas pélvicas son blanquecinas. Los machos tienen manchas blanquecinas irregulares y numerosas manchas oscuras, mientras que las hembras tienen manchas reducidas o ausentes. Los especímenes juveniles tienden a ser de color uniforme.
El disco de la aleta pectoral es ligeramente más ancho que largo y tiene un margen anterior moderadamente triangular y un margen posterior ampliamente redondeado con puntas redondeadas. Cuenta con una a cinco espinas nucales que se colocan en la línea media dorsal detrás de los ojos, separadas de una fila continua de 21-32 espinas medianas de la cola. La cola es moderadamente larga, estrecha y ahusada, terminando en una aleta caudal pequeña y de implantación baja. Las dos aletas dorsales juntas suelen tener una espina interdorsal.

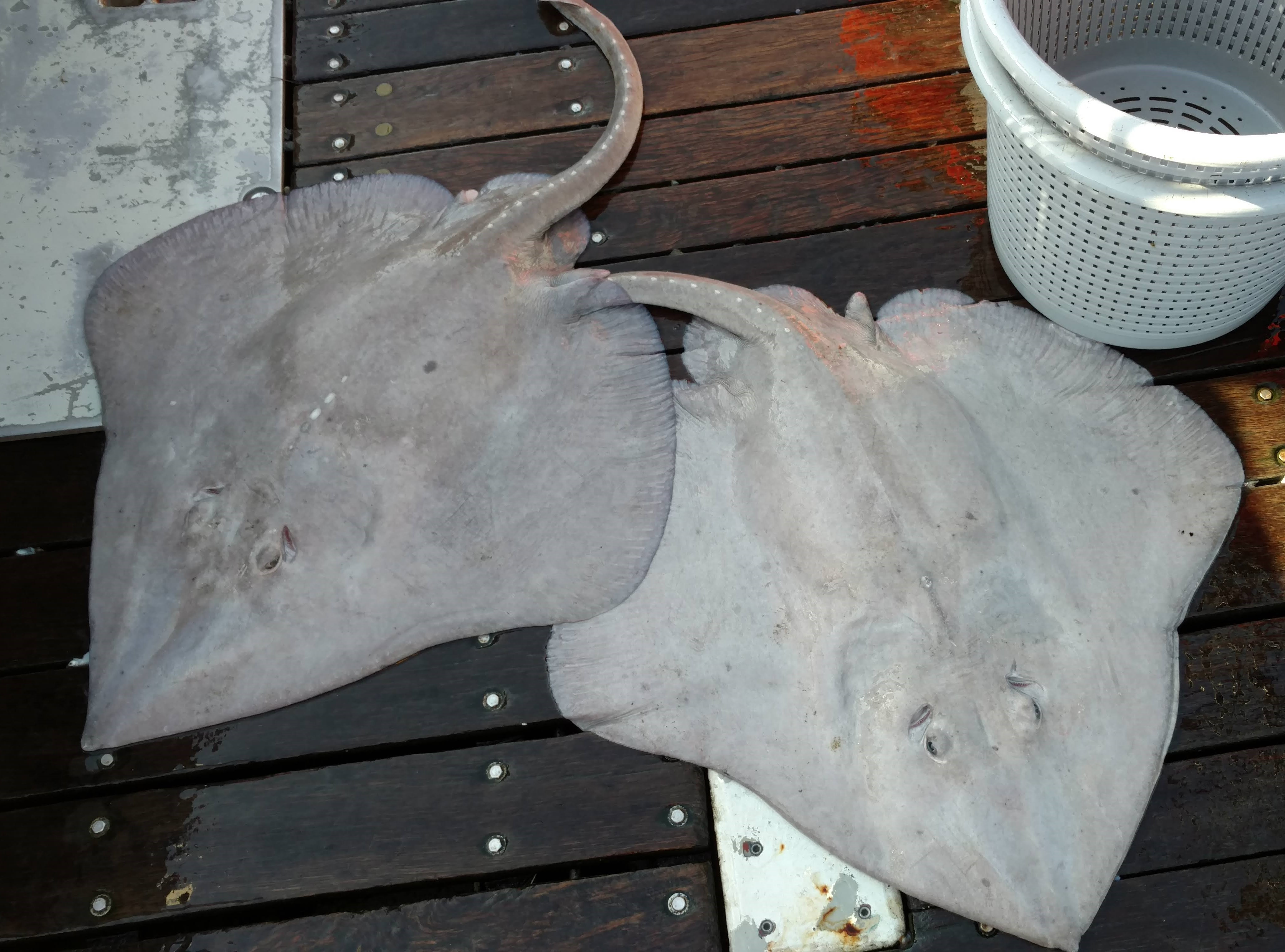
Dos rayas de aguas profundas capturadas durante una prospección de arrastre de fondo

## Reproducción
La raya de aguas profundas es ovípara y las hembras ponen huevos envueltos en una cápsula córnea. Los oviductos son cápsulas oblongas con cuernos rígidos y puntiagudos en las esquinas, depositando los huevos en bancos de arena o lodo. Un oviducto mide 105,8 mm de largo y 65,2 mm de ancho. Las crías pueden tender a seguir objetos grandes, incluyendo a su madre. Los machos maduran a los 110–120 cm y crecen al menos hasta los 135 cm, mientras que las hembras alcanzan al menos 157 cm. Los ejemplares más pequeños conocidos que nadan libremente miden entre 34 y 36 cm. Las rayas de aguas profundas se alimentan de organismos bentónicos, como anélidos, cefalópodos, cangrejos de río, camarones y peces óseos. Los invertebrados constituyen una mayor proporción de la dieta que los peces en ejemplares juveniles de menos de 1 m.

## Hábitat
Es un pez marino de aguas profundas que vive entre 362 y 2910 m de profundidad.

## Distribución geográfica
Se distribuye desde el norte de Baja California, alrededor de la isla Coronado y el Banco Cortés, hasta el mar de Bering al norte y hasta Japón al oeste. También se han reportado al norte de la isla Darwin, dentro de la Reserva Marina de Galápagos. Este fue el primer registro de la raya de aguas profundas en el océano Pacífico oriental tropical. Es bastante común por debajo de los 1000 m y se captura incidentalmente en redes de arrastre y nasas de aguas profundas. El nombre de la especie, abyssicola, proviene del griego abyssos, que significa "sin fondo", sugiriendo "que vive en las profundidades". Se encuentra desde la costa pacífica de Japón y la Columbia Británica (Canadá) hasta México.

## Conservación
No existen estudios sobre las tendencias poblacionales de esta especie. La Lista Roja de la UICN la considera "deficiente en datos". Se sabe que B. abyssicola es capturada por pesquerías de aguas profundas en el Océano Pacífico noreste. Se desconoce cuán susceptible puede ser esta especie a la presión pesquera. Las rayas en general están mostrando descensos en sus poblaciones y extirpaciones locales, en particular con la tendencia actual a la expansión de la pesca hacia aguas más profundas.

## Observaciones
Es inofensivo para los humanos. 